# Cát Tiên (huyện)
Cát Tiên là một huyện cũ thuộc tỉnh Lâm Đồng, Việt Nam.

## Địa lý
Huyện Cát Tiên nằm ở phía tây nam tỉnh Lâm Đồng, có vị trí địa lý:
- Phía đông giáp huyện Đạ Tẻh và huyện Bảo Lâm
- Phía tây giáp huyện Bù Đăng, tỉnh Bình Phước
- Phía nam giáp huyện Tân Phú, tỉnh Đồng Nai
- Phía bắc giáp huyện Đắk R'lấp, tỉnh Đắk Nông.

Cát Tiên nằm ở vùng thượng nguồn sông Đồng Nai. Sông Đa Dâng (còn gọi Đạ Đờng) làm ranh giới tự nhiên ở phía bắc, phía tây và phía nam của huyện.

### Địa hình
Địa hình cơ bản của Cát Tiên là địa hình núi thấp chuyển tiếp từ vùng cao Nam Tây Nguyên xuống vùng đồng bằng. Độ cao trung bình 400m. Cát Tiên là một vùng tiếp giáp giữa Tây Nguyên và miền Đông Nam Bộ, được bao bọc bởi sông Đồng Nai từ 3 phía: tây, nam, bắc. Đỉnh núi cao nhất trong huyện là Laet Bite, nằm ở phía đông bắc, cao 659m.

### Khí hậu
Cát Tiên nằm trong vùng khí hậu nhiệt đới gió mùa, cận xích đạo, nền nhiệt và bức xạ mặt trời cao đều quanh năm, không có những thay đổi cực đoan về khí hậu. Lượng mưa lớn nhưng phân bố không đều tạo ra hai mùa: mùa mưa và mùa khô trái ngược nhau. Cát Tiên luôn luôn chịu cảnh hạn hán về mùa khô, lũ lụt về mùa mưa. Hàng năm, về mùa lũ, đất trồng lúa bị ngập lũ, độ sâu và thời gian ngập rất khác nhau giữa các khu vực, độ sâu ngập từ 0,5 đến hơn 3m, thời gian ngập kéo dài từ 15 ngày tới 3 tháng, có nơi ngập nước quanh năm. Tuy nhiên, kể từ khi thủy điện Đồng Nai 4, 5 hoàn thành thì Cát Tiên đã không còn lũ lụt quanh năm. Khí hậu Cát Tiên có những tháng nóng và những tháng lạnh, đặc biệt những tháng giáp Tết Nguyên đán, có những năm 15 – 19 °C.

### Tài nguyên thiên nhiên
Huyện Cát Tiên có 3 nhóm đất chính:
- Đất phù sa trên địa hình bằng thấp dọc sông Đồng Nai và các dòng suối, phù hợp cho việc trồng lúa nước, chiếm phần lớn diện tích đất nông nghiệp.
- Đất vàng đỏ trên đá phiến sét có tuổi địa chất rất cổ trên địa hình cao.
- Đất dốc tụ.[4]

## Lịch sử
Xưa kia phần lớn địa bàn huyện Cát Tiên thuộc tỉnh Biên Hòa.
Thời Việt Nam Cộng hòa, phần lớn huyện Cát Tiên thuộc quận Đôn Luân, tỉnh Phước Long.
Đến năm 1977 thuộc xã Đồng Nai, huyện Phước Long, tỉnh Sông Bé.
Ngày 29 tháng 12 năm 1981, Quốc hội ban hành Nghị quyết về việc chuyển xã Đồng Nai thuộc huyện Phước Long, tỉnh Sông Bé về huyện Đạ Huoai của tỉnh Lâm Đồng quản lý.
Ngày 6 tháng 3 năm 1984, Hội đồng Bộ trưởng ban hành Quyết định số 38-HĐBT về việc chia xã Đồng Nai thành 4 xã: Đồng Nai, Quảng Ngãi, Phù Mỹ và Phước Cát.
Ngày 6 tháng 6 năm 1986, Hội đồng Bộ trưởng ban hành Quyết định số 67-HĐBT về việc:
- Chia xã Quảng Ngãi thành xã Quảng Ngãi và xã Tư Nghĩa.
- Chia xã Phù Mỹ thành xã Phù Mỹ và xã Mỹ Lâm.
- Chia xã Đồng Nai thành 4 xã: Đức Phổ, Nam Ninh, Gia Viễn, Tiên Hoàng và thị trấn Đồng Nai.
- Chia xã Phước Cát thành xã Phước Cát 1 và xã Phước Cát 2.

Ngày 6 tháng 6 năm 1986, Hội đồng Bộ trưởng ban hành Quyết định số 68-HĐBT về việc về việc thành lập huyện Cát Tiên trên cơ sở thị trấn Đồng Nai và 10 xã: Đức Phổ, Gia Viễn, Mỹ Lâm, Nam Ninh, Phù Mỹ, Phước Cát 1, Phước Cát 2, Quảng Ngãi, Tiên Hoàng, Tư Nghĩa với diện tích tự nhiên 35.900 hécta và 24.700 nhân khẩu của huyện Đạ Huoai.
Ngày 31 tháng 12 năm 2002, Chính phủ ban hành Nghị định số 112/2002/NĐ-CP về việc thành lập xã Đồng Nai Thượng trên cơ sở một phần diện tích và dân số của xã Tiên Hoàng.
Ngày 29 tháng 12 năm 2013, Chính phủ ban hành Nghị quyết số 134/NQ-CP về việc hợp nhất xã Phù Mỹ và thị trấn Đồng Nai thành thị trấn Cát Tiên.
Ngày 12 tháng 4 năm 2018, Ủy ban Thường vụ Quốc hội ban hành Nghị quyết số 493/NQ-UBTVQH14 về việc thành lập thị trấn Phước Cát trên cơ sở toàn bộ diện tích và dân số của xã Phước Cát 1.
Ngày 17 tháng 12 năm 2019, Ủy ban Thường vụ Quốc hội ban hành Nghị quyết số 833/NQ-UBTVQH14 về việc:
- Sáp nhập xã Mỹ Lâm vào xã Nam Ninh.
- Sáp nhập xã Tư Nghĩa vào xã Quảng Ngãi.

Đến cuối năm 2023, huyện Cát Tiên có 9 đơn vị hành chính cấp xã trực thuộc, bao gồm 2 thị trấn: Cát Tiên (huyện lỵ), Phước Cát và 7 xã: Đồng Nai Thượng, Đức Phổ, Gia Viễn, Nam Ninh, Phước Cát 2, Quảng Ngãi, Tiên Hoàng.
Ngày 24 tháng 10 năm 2024, Ủy ban Thường vụ Quốc hội ban hành Nghị quyết số 1245/NQ-UBTVQH15 về việc sắp xếp đơn vị hành chính cấp huyện, cấp xã của tỉnh Lâm Đồng giai đoạn 2023 – 2025 (nghị quyết có hiệu lực từ ngày 1 tháng 12 năm 2024). Theo đó, sáp nhập huyện Cát Tiên và huyện Đạ Tẻh trở lại huyện Đạ Huoai.

## Dân số
Huyện Cát Tiên bao gồm dân tộc: Kinh, Mạ, Xtiêng, Mnông, Cơ Ho,...
Theo Bách khoa toàn thư Việt Nam, dân số huyện Cát Tiên năm 2003 là 39.500 người.
Huyện Cát Tiên có diện tích 428,3 km² và dân số năm 2004 là 37,8 nghìn người.
Huyện Cát Tiên có diện tích 427,20 km², dân số năm 2017 là 44.000 người, mật độ dân số đạt 88 người/km².
Huyện Cát Tiên có diện tích 427,20 km², dân số ngày 1/4/2019 là 35.283 người, mật độ dân số đạt 83 người/km².
Huyện Cát Tiên có diện tích 426,70 km², dân số tính đến ngày 31/12/2022 là 44.783 người, mật độ dân số đạt 104 người/km².

## Du lịch

### Vườn quốc gia Cát Tiên
Huyện Cát Tiên thuộc Vườn quốc gia Cát Tiên đã được UNESCO công nhận là khu dự trữ sinh quyển thế giới và có khu bảo tồn tê giác một sừng.